# Liriomyza vicunella
Liriomyza vicunella este o specie de muște din genul Liriomyza, familia Agromyzidae, descrisă de Spencer în anul 1982. Conform Catalogue of Life specia Liriomyza vicunella nu are subspecii cunoscute.